# Obesogammarus boeoticus
Obesogammarus boeoticus is een vlokreeftensoort uit de familie van de Pontogammaridae. De wetenschappelijke naam van de soort is voor het eerst geldig gepubliceerd in 1944 door Schellenberg.